# Stora Gottricken
Stora Gottricken är en insjö i Surahammars kommun i Västmanland och ingår i Norrströms huvudavrinningsområde. Sjön är 7 meter djup, har en yta på 0,158 kvadratkilometer och befinner sig 111,2 meter över havet. Sjön ligger inom området för den stora skogsbranden i Västmanland 2014 och i Hälleskogsbrännans naturreservat. Stora Gottricken avvattnas av Gottricksbäcken.

## Delavrinningsområde
Stora Gottricken ingår i det delavrinningsområde (663577-151954) som SMHI kallar för Inloppet i Stora Nadden. Medelhöjden är 99 meter över havet och ytan är 40,12 kvadratkilometer. Räknas de 134 avrinningsområdena uppströms in blir den ackumulerade arean 2 808,98 kvadratkilometer. Kolbäcksån avvattnar avrinningsområdet och vattnet fortsätter därefter genom Mälaren och Norrström innan det når havet efter 176 kilometer. Avrinningsområdet består mestadels av skog (73 procent). Avrinningsområdet har 1,3 kvadratkilometer vattenytor vilket ger det en sjöprocent på 3,2 procent.

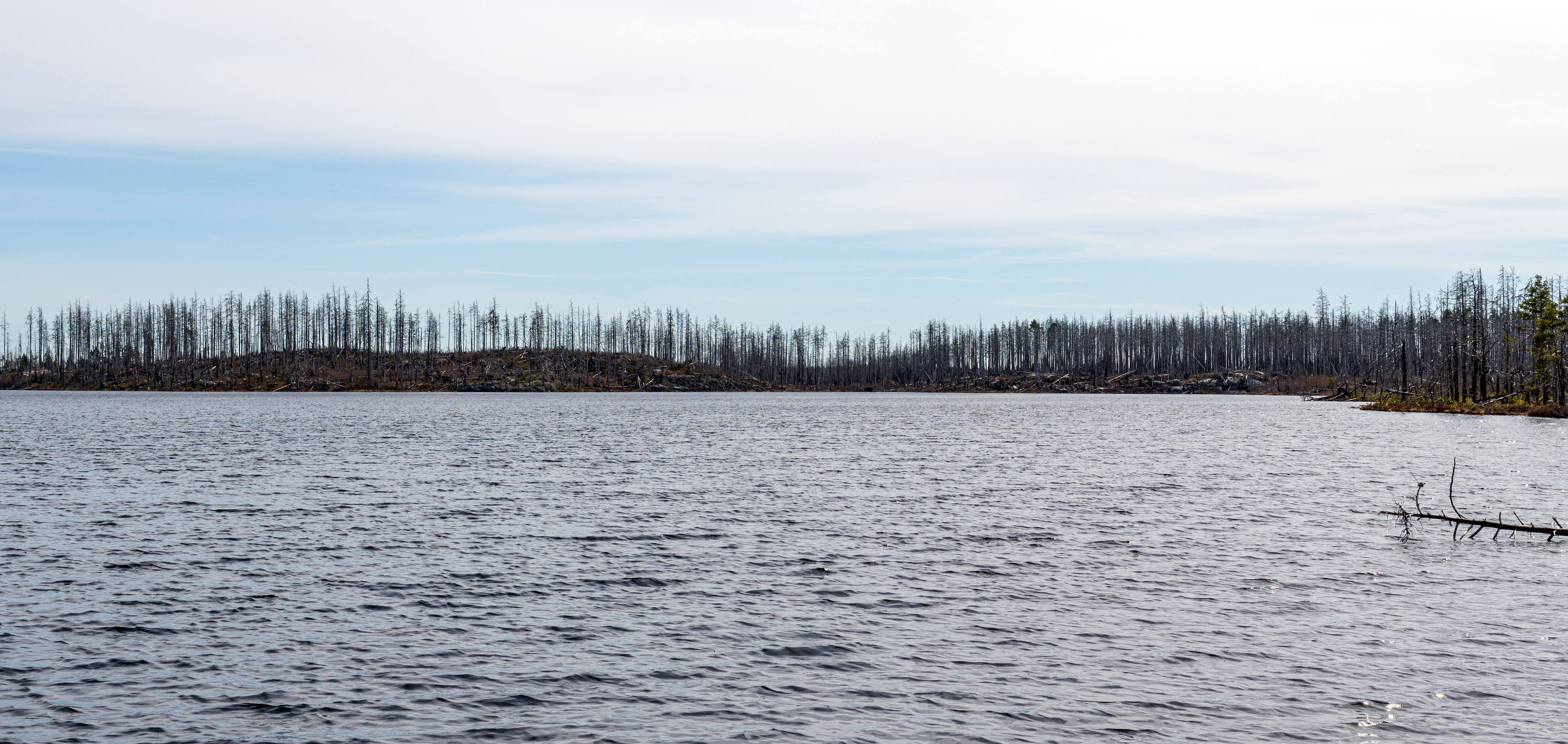
Stora Gottricken kantas av döda träd - rester från skogsbranden 2014.
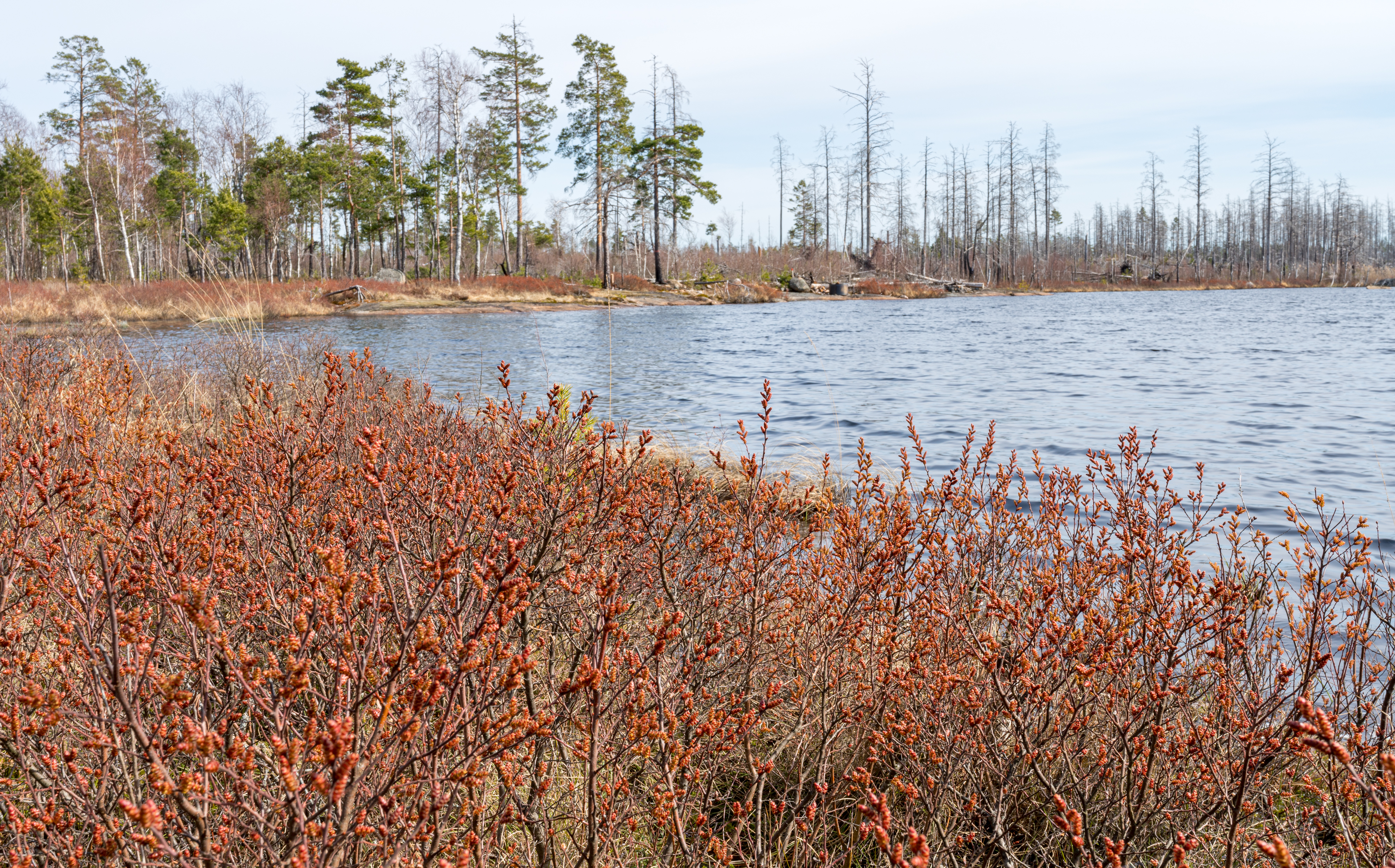
Porsen blommar vid Stora Gottricken.